# Dominique Barrière
Pour les articles homonymes, voir Barrière.
Dominique Barrière, né en 1618 à Marseille et mort à Rome en 1678, est un graveur français.

## Biographie
Dominique Barrière né à Marseille est un graveur français à la production importante. Il s'installe en Italie à partir de 1640 à l'instar de nombreux peintres et graveurs français. Il fréquente Claude Gellée dit « le Lorrain » qui était son voisin à Rome et auquel il sert de témoin en 1663 pour l'établissement de son testament.
Il grave au burin des compositions variées : paysages, marines, sujets religieux etc. Il signe ses planches « Dom. Barr. » ou de son nom en entier ; il utilise aussi un monogramme formé par les lettres B et D superposées.

## Œuvres

### Gravures

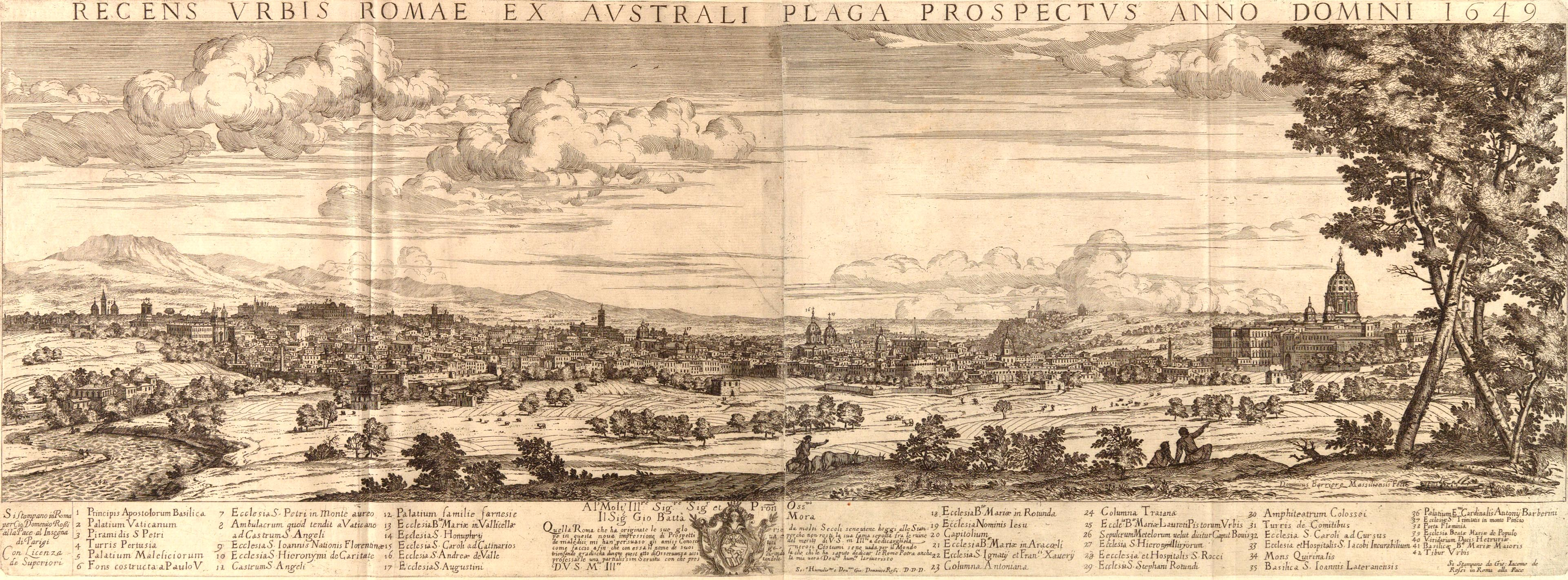
Vue panoramique de Rome

Les principales gravures réalisées par Dominque barrière sont les suivantes :
- Paysage avec un moulin, (24,8 × 32,5 cm), réalisé d'après le Titien[1]
- Vue panoramique de Rome, (33 × 88 cm), perspective réalisée de l'extrémité sud de la ville, signée Dominicus Barriere Massiliensis Fec[2].
- Façade de l'église décorée pour les funérailles du cardinal Jules Mazarin[3]
- Portrait du pape Clément X, (55 × 37 cm), 1670[4]
- Cénotaphe du cardinal Antonio Barberini (1569-1646), (51,2 × 36,3 cm), 1671[5]
- trois gravures réalisées pour la célébration à Rome de la naissance du Grand Dauphin fils aîné de Louis XIV et de Marie-Thérèse d’Autriche représentant[6] :
  - Une machine pour le feu d'artifice d'après Giovanni Andrea Carlone
  - Le décor de la Piazza di Spagna à Rome d'après Gian Lorenzo Bernini et Giovan Paolo Schor
  - Le char du soleil d'après Antonio Giorgetti
- Façade de l'église Sainte-Marie de la Paix avec sur la place le pape Alexandre VII et sa suite, 31,6 × 39,3 cm[7]
- six œuvres d'après Claude Gellée dit « le Lorrain » dont Marine, Paysage portuaire antique, Embarquement de sainte Ursule, Ulysse remettant Chryséis à son père
- dix-neuf gravures pour une monographie de la villa Aldobrandini comprenant :
  - un frontispice avec dans un médaillon Louis XIV enfant (neuf ans)[8]
  - huit vue des jardins ou des bâtiments de la villa Aldobrandini
  - dix scènes mythologiques réalisées d'après Domenico Zampieri dit « Le Dominiquin » et représentant Apollon tuant Python[9], Apollon tuant les cyclopes[10], Midas puni par Apollon[11], Daphné changée en laurier[12], Cyparisse changé en cyprès[13], La tête et la lyre d'Orphée jetées dans l'Hèbre (actuellement Maritsa), Apollon et Neptune aident Laomédon[14], Apollon gardant les troupeaux d'Admète[15], Apollon tuant Coronis[16], Apollon écorchant Marsyas[17]

Gravures d'après Claude Lorrain
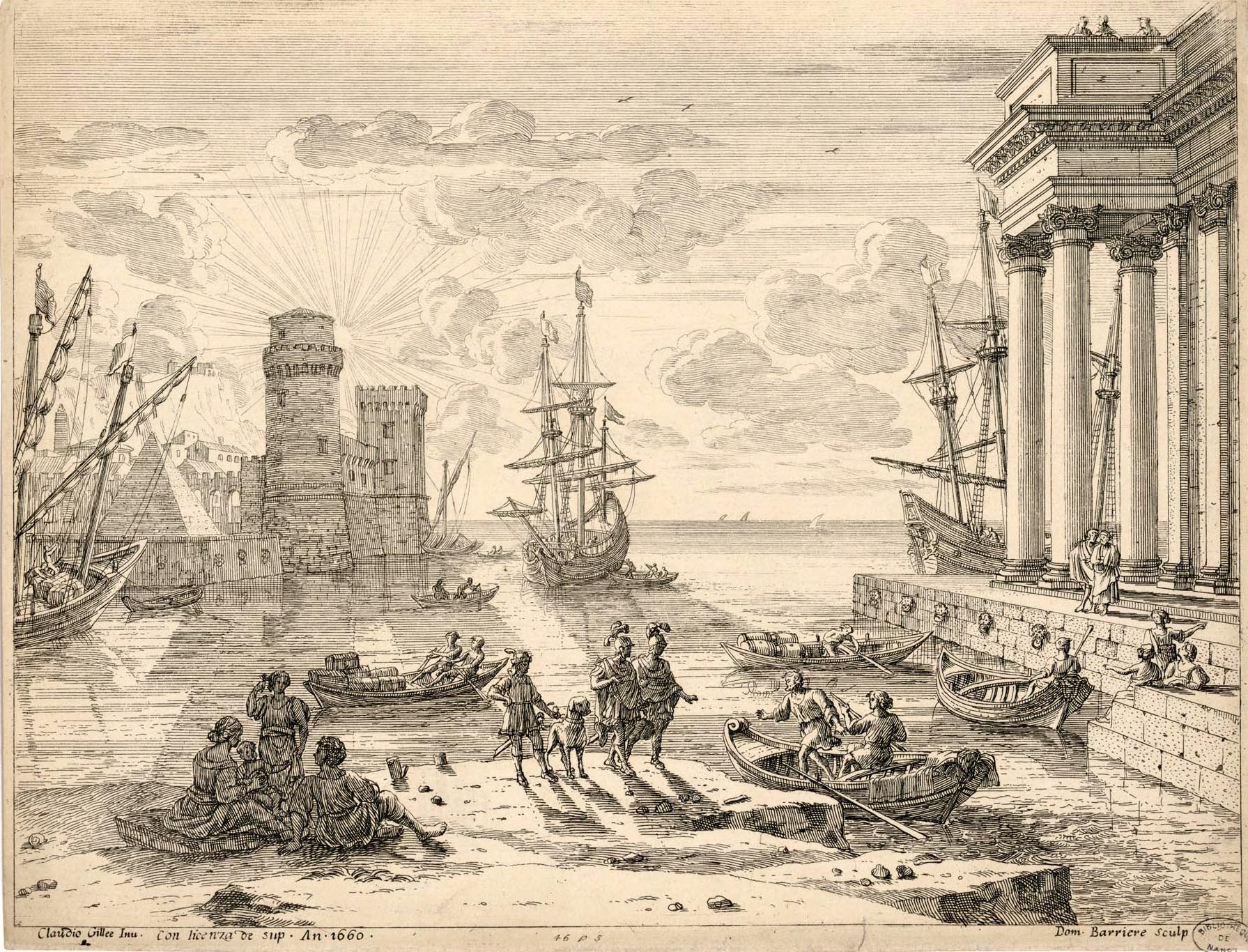
Marine
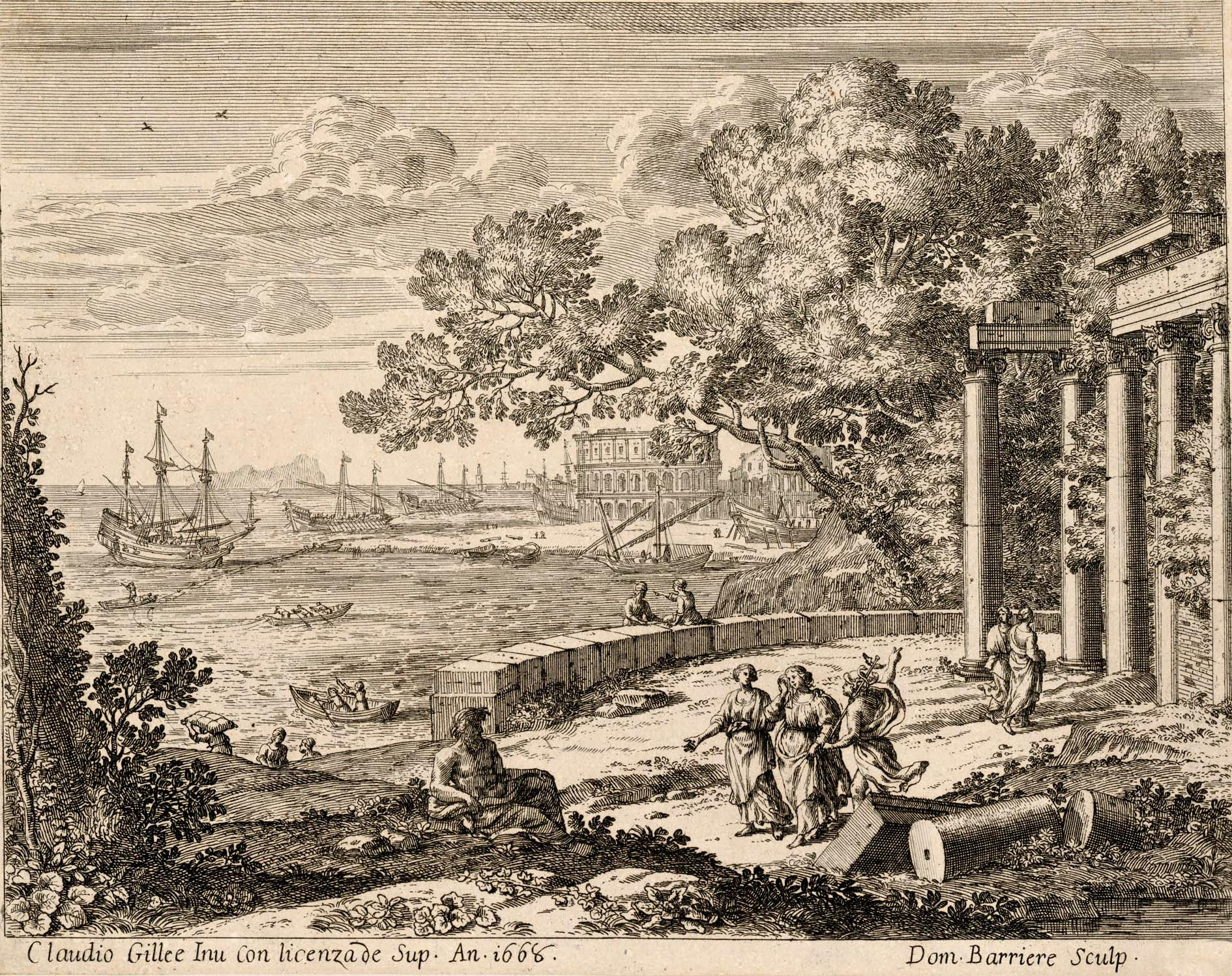
Paysage portuaire antique
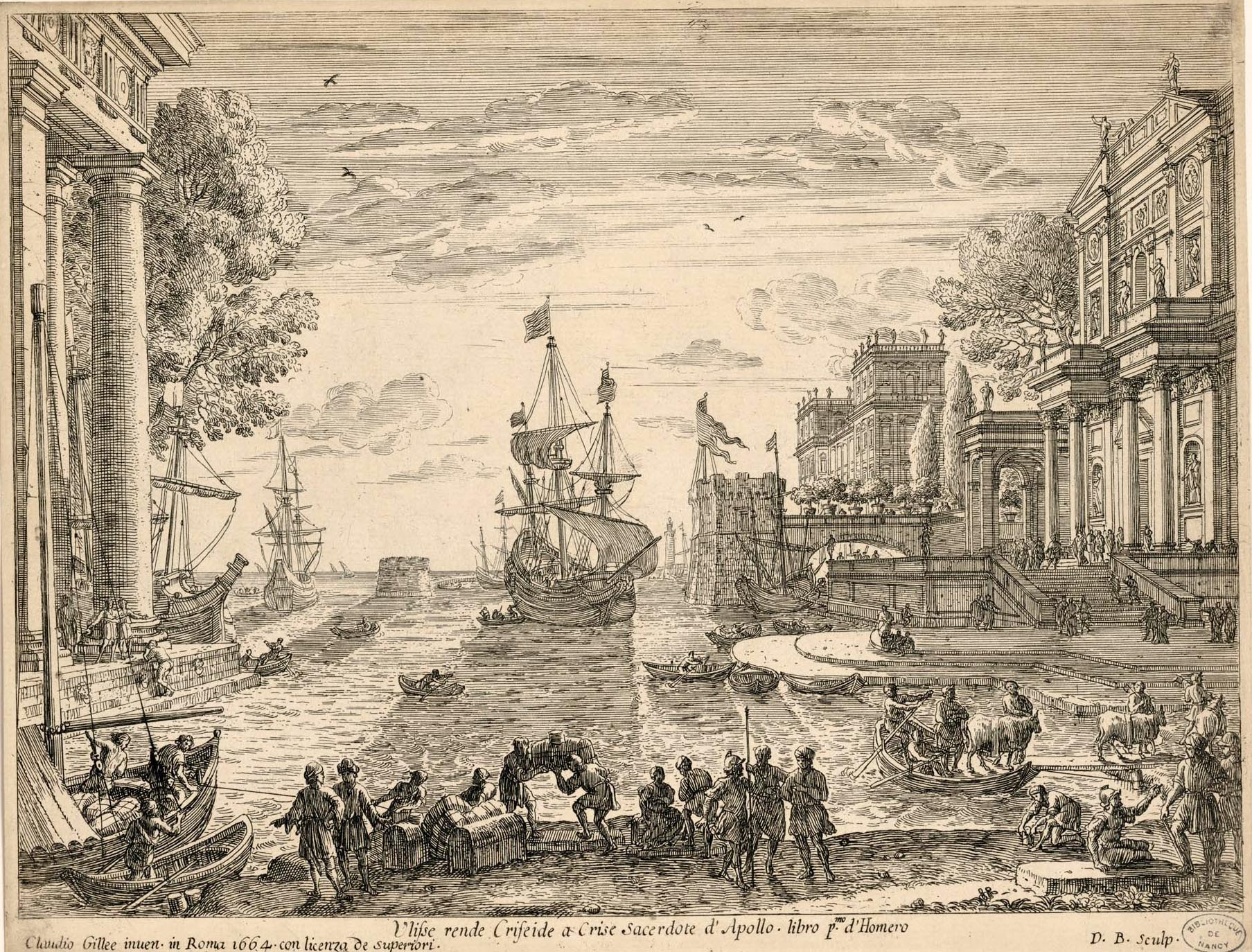
Ulysse remet Chryséis à son père
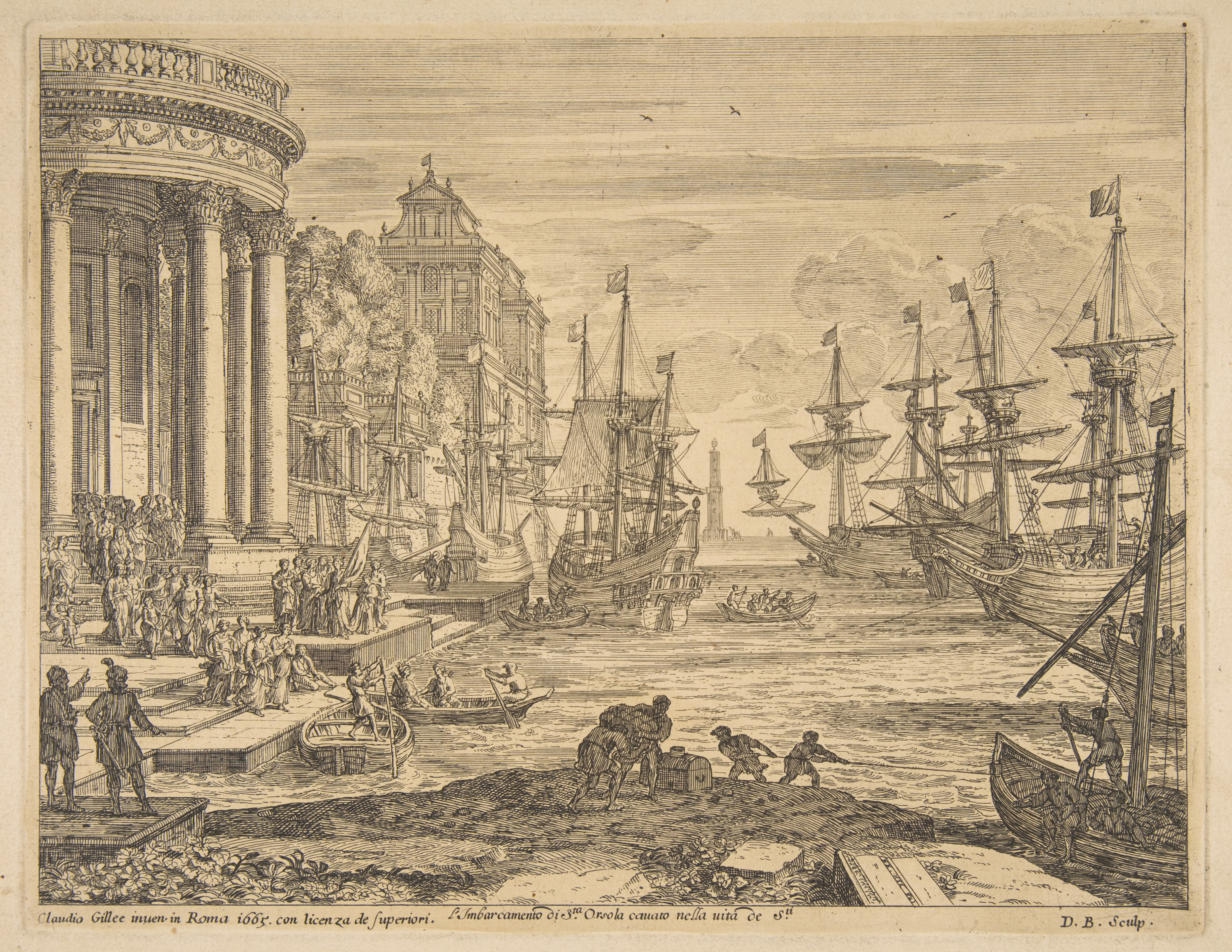
Embarquement de Sainte Ursule

### Dessins
Le musée du Louvre possède plusieurs dessins à la plume et à l'encre noire dont :
- Figures écoutant un musicien dans un paysage boisé, avec une ville au loin
- Galères et barques longeant une côte rocheuse dominée par un fort
- Vue d'un port avec de nombreux bateaux
- Entrée d'un port fortifiée avec de nombreux navires
- Galères et navires dans un golfe
- Scène d'abordage entre plusieurs navires
- Figures cheminant vers un groupe de maisons dans la campagne
- Cavaliers et manants se dirigeant, à travers la campagne, vers un village,

Dessins de Dominique Barrière
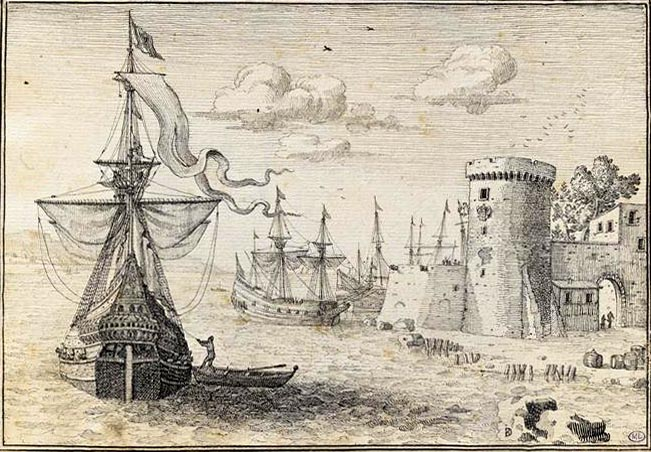
Vue d'un port avec de nombreux bateaux
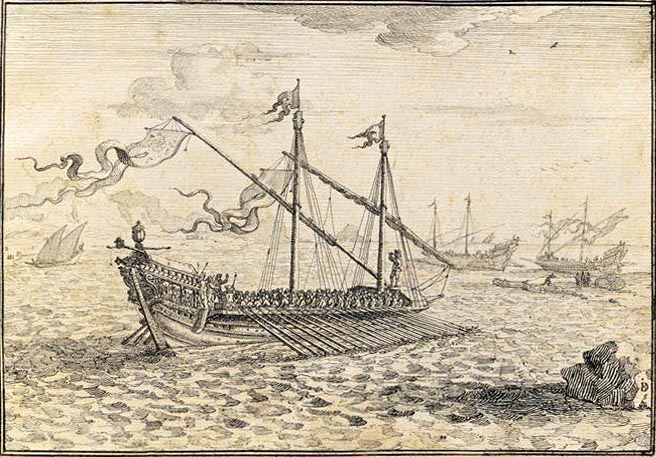
Galères et navires dans un golfe
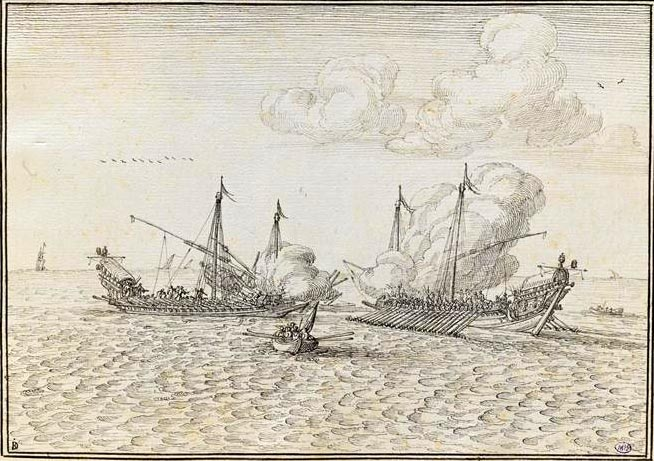
Scène d'abordage entre plusieurs navires
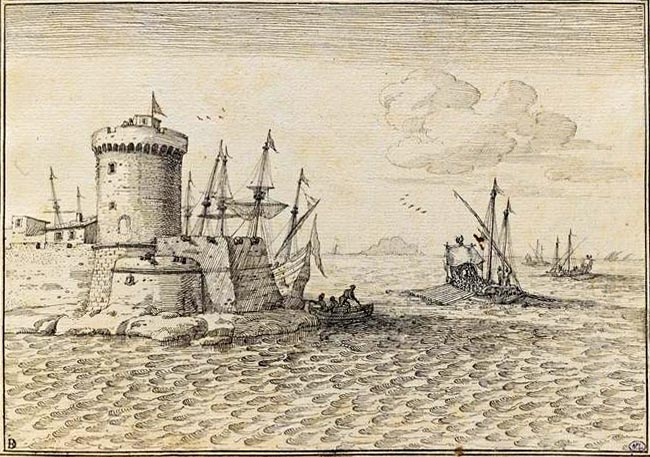
Entrée d'un port fortifié avec de nombreux bateaux